# Perumandi
Perumandi è una suddivisione dell'India, classificata come town panchayat, di 7.000 abitanti, situata nel distretto di Thanjavur, nello stato federato del Tamil Nadu. In base al numero di abitanti la città rientra nella classe V (da 5.000 a 9.999 persone).

## Geografia fisica
La città è situata a 10° 58' 51 N e 79° 23' 02 E.

## Società

### Evoluzione demografica
Al censimento del 2001 la popolazione di Perumandi assommava a 7.000 persone, delle quali 3.540 maschi e 3.460 femmine. I bambini di età inferiore o uguale ai sei anni assommavano a 571, dei quali 293 maschi e 278 femmine. Infine, coloro che erano in grado di saper almeno leggere e scrivere erano 5.829, dei quali 3.103 maschi e 2.726 femmine.